# RenderWare
RenderWare (RW) – silnik graficzny stworzony przez Criterion Software dla gier komputerowych i konsolowych.

## Opis
RenderWare jest silnikiem graficznym API renderującym grafikę 3D używanym w grach komputerowych, programach Active Worlds i niektórych edytorach VRML. RW jest rozwijany przez firmę Criterion Software (która niegdyś była całkowicie podległa firmie Canon, a teraz jej właścicielem jest Electronic Arts).
Języki programowania takie jak VRML korzystają z oprogramowania RW, Direct3D, OpenGL, etc., aby wyświetlać grafikę 3D.
RenderWare 2.x, z drugiej strony, miał swój własny renderujący język skryptów RWX. RenderWare 3+ odrzucił wsparcie dla RWX i zamiast niego skupił się na wzorcowym binarnym formacie plików (który wcześniejsze wersje RenderWare zawierały w różnym formacie), czyniąc skrypty RWX niekompatybilne z RW3+.
Wraz z nadejściem RW4, Criterion chce ponownie odrzucić wsparcie dla plików typu BSP oraz DFF, a zatem jeszcze raz zmienić wzorcowe ogólnoświatowe formaty.
RenderWare jest dostępny do użycia w aplikacjach na komputerach PC z systemem Windows oraz konsolach takich jak PlayStation 2, PlayStation Portable, GameCube i Xbox.

## Koniec RenderWare
W roku 2004 firmę Criterion Software wykupiła firma EA. Początkowo zakładano rozwój i sprzedaż RenderWare, jednakże w roku 2006 zamknięto główny oddział zajmujący się tym silnikiem i wycofano RenderWare z rynku. W tej chwili firma Criterion Software została przemianowana na oddział EA tworzący gry pod nazwą Criterion Games i wydający serię gier Burnout.

## Gry używające silnika RenderWare
Renderware jest powszechnie używany przez przemysł gier komputerowych. W skład gier używających RW wchodzą między innymi:
- Black
- Bleach: Erabareshi Tamashii
- Broken Sword 3
- Bully
- Burnout 2: Point of Impact
- Burnout 3: Takedown
- Burnout Revenge
- Burnout: Paradise
- Crackdown
- Ducati World Championship
- FIFA 11
- Grand Theft Auto III
- Grand Theft Auto: Vice City
- Grand Theft Auto: San Andreas
- Grand Theft Auto: Liberty City Stories
- Grand Theft Auto: Vice City Stories
- Kelly Slater's Pro Surfer
- kill.switch
- The Movies
- Mall Tycoon 2
- Manhunt
- NBA Ballers
- Need for Speed: Undercover
- ObsCure
- ObsCure II
- Rayman Revolution
- Skoki Narciarskie 2005
- Sonic Heroes
- Spore
- Stunt GP
- Super-Bikes: Riding Challenge
- Tony Hawk’s Pro Skater 3
- Total Overdose: A Gunslinger's Tale in Mexico
- Without Warning
- Kangurek Kao